# Clubman

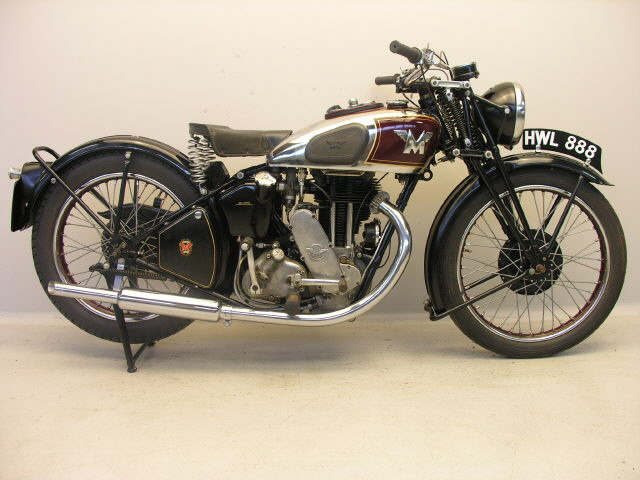
Matchless G90 Super Clubman uit 1939

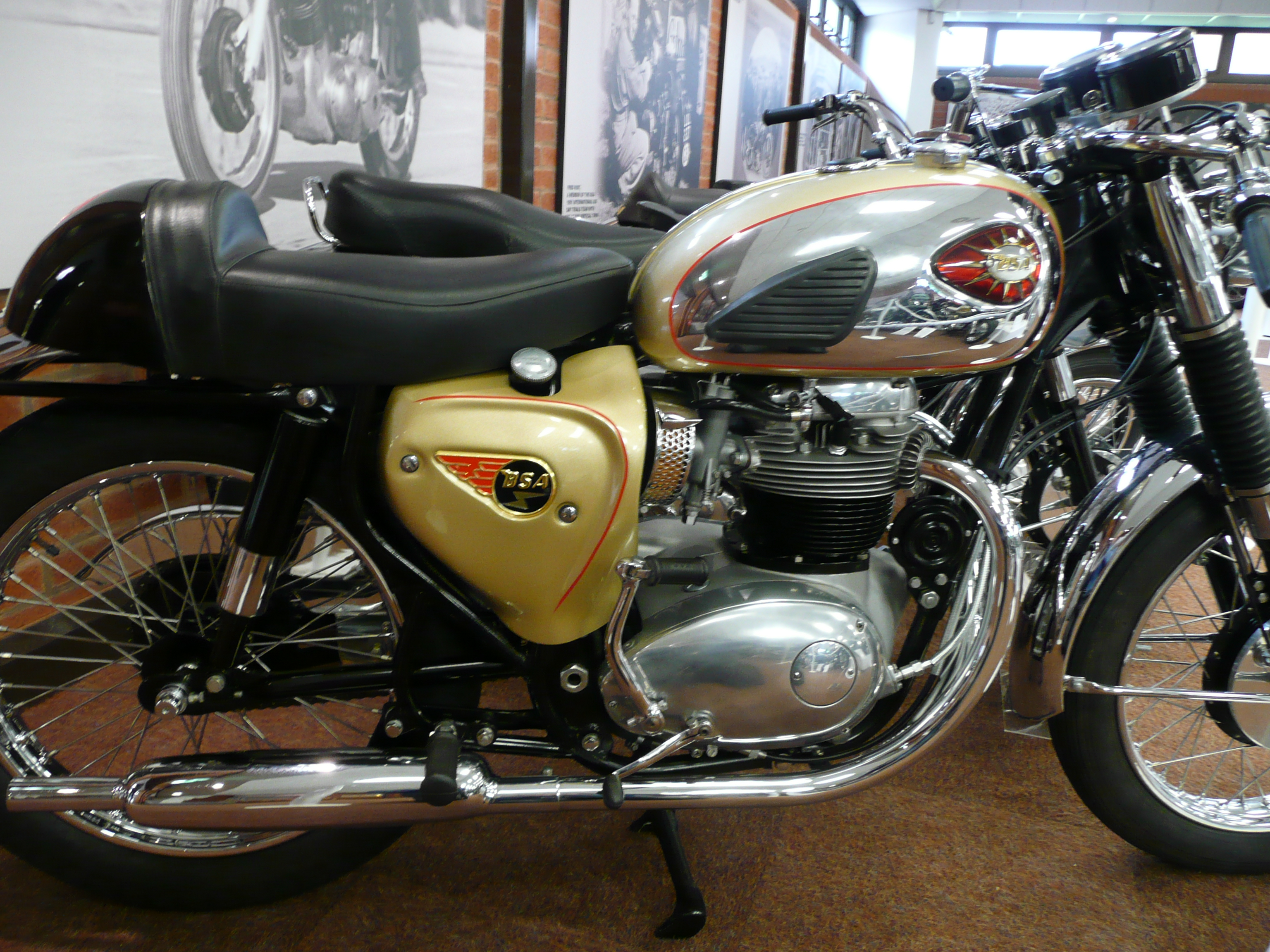
BSA A65LC Lightning Clubman uit 1965

Clubman is Britse naam voor een sportief voertuig, dat bedoeld is voor gebruik op de openbare weg. De naam stamt van het gebruik in clubs, die zich bezighielden met het bedrijven van een bepaalde sport op amateurniveau. Zo heette een niet al te dure racefiets "clubman", maar ook sportieve auto's en motorfietsen kregen deze naam.
Motorfietsfabrieken gebruikten de naam al snel voor hun sportieve modellen, bijvoorbeeld BSA Gold Star Clubman, Matchelss G12 Super Clubman, Velocette 500 Venom Clubman. Ook productieracers worden Clubman genoemd.